# Villar (Córdoba)
Villar, también llamada El Villar, es una localidad española perteneciente al municipio de Fuente Palmera, en la provincia de Córdoba, comunidad autónoma de Andalucía. 
Villar constituye un enclave de Córdoba en la provincia de Sevilla, concretamente dentro del término municipal de Écija. Cerca de esta localidad se encuentran los núcleos de Cañada del Rabadán y Urbanización Villa Alegre.

## Demografía
Según el Instituto Nacional de Estadística de España, en el año 2018 Villar contaba con 492 habitantes censados, lo que representa el 4,55% de la población total del municipio.

## Comunicaciones
Algunas distancias entre Villar y otras ciudades:
| Ciudades       | Distancia (km) |
| -------------- | -------------- |
| Fuente Palmera | 10             |
| Écija          | 13             |
| Córdoba        | 56             |
| Sevilla        | 99             |

## Cultura

### Fiestas
En esta aldea se realiza una romería durante el 15 del mayo de cada año para conmemorar el día de su patrón. Durante la celebración, pueden ser vistas carrozas con coloridas decoraciones. Estas salen a primera hora de la mañana y se dirigen hacia Cañada del Rabadán, donde hay una Eucaristía. Después de esto, siguen su camino hasta llegar a un lugar de encuentro, donde almuerzan y pasan el resto del día.